# 織田奈那
織田 奈那（おだ なな、1998年〈平成10年〉6月4日 - ）は、日本の女優、バラエティアイドル、YouTuberであり、女性アイドルグループ・欅坂46の元メンバーである。静岡県浜松市出身。身長162 cm。血液型はO型。欅坂46時代はSeed & Flower合同会社、現在はseju所属。

## 略歴
1998年6月4日、静岡県浜松市で生まれる。小学5年生の時、アイドルに憧れる。その頃はAKB48、ももいろクローバーZ、Berryz工房が好きだった。中学時代はソフトテニス部、高校時代は華道部に所属。高校2年生の時、乃木坂46の12thシングル「太陽ノック」がきっかけで乃木坂46を好きになり、公式サイトを通じて「鳥居坂46 1期生メンバーオーディション」へ応募する。
2015年8月21日、鳥居坂46改め欅坂46の1期生オーディションに合格。オーディション時はメイク経験がなく、書類選考の写真は素肌の状態だった。母は反対していたが、合格後は応援してくれた。
2016年5月、欅坂46織田奈那公式ブログで「ぽんかんさつ」を連載開始。欅坂46の小林由依（ゆいぽん）が大好きで、もっと沢山の人に知って欲しいと願う。
2017年、共立女子大学に進学。同年4月5日、欅坂46の4thシングル「不協和音」で初のフロントを務める。
2018年6月、短編映画『未来のあたし』で初主演、国際短編映画祭『ショートショートフィルムフェスティバル & アジア』のジャパン部門にノミネートされる。同年10月22日、浜松市から「やらまいか大使」を委嘱される。
2020年1月23日、公式サイトで欅坂46からの卒業を発表。この発表をもって正式に卒業となった。同年4月29日、Instagramアカウントを開設。同年5月11日、GROVE株式会社への移籍を発表。同年5月28日、TikTokのアカウントを開設。同年7月31日、YouTubeチャンネルを開設。同年8月1日、YouTubeに初投稿した動画でアイドル活動中に男性と交際していたことを認め、謝罪した。
2021年からGROVE株式会社のタレント・レーベルsejuに所属。
2021年3月、共立女子大学を卒業。同年3月21日、YouTube動画で学位記を披露している。
2021年11月4日、初の写真集『無頼派の純情』を発売。

## 人物
愛称は、オダナナ、ダニー、なーな、ななっぴ。三姉妹の次女。部屋にいる時はほとんど裸。

### 嗜好
好きな食べ物は三ヶ日みかん。三ヶ日みかんに関する情報をブログで発信し、『沼にハマってきいてみた』（2018年12月4日、NHK Eテレ）、『欅坂46 織田奈那の三ヶ日みかん7つのヒミツ』（2018年12月28日、静岡第一テレビ）などの特集番組へも単独出演。
好きなラーメンは豚骨ラーメン。好きな色は青、黄。好きな服は民族衣装。好きな靴はアディダス。
憧れの人物は亜門虹彦。目標とする人物はトリンドル玲奈。上田晋也のファン。

### 趣味
趣味は映画鑑賞。ファンタジー映画を好む。影響を受けた作品は、映画『魔法にかけられて』。漫画は読まず、小説を読み、原田マハ『楽園のカンヴァス』、湊かなえの小説など、ミステリ作品を好む。

### 特技
特技は人のいいところを見つけること、『太鼓の達人』で演奏中下で踊っている人のマネ。腕相撲も得意。

### 欅坂46
グループ内ユニット「五人囃子」に所属。他のメンバーは石森虹花、齋藤冬優花、佐藤詩織、土生瑞穂。また名前に「なな」の共通点を持つメンバーで結成されたユニット「ななちゃんず」としても活動。2016年10月に結成され、『B.L.T.』（東京ニュース通信社）の2016年12月号で初披露。
穏やかな性格で仏と評される。ママと呼ばれていた時期もあった。デビュー以来髪型はセミロングだったが、2018年からショートカットにした。
欅坂46で推したいメンバーは菅井友香、渡邉理佐。

## 作品

### シングル
欅坂46
- サイレントマジョリティー（2016年4月6日、SRCL-9035/41） - EAN 4988009125916。
- 手を繋いで帰ろうか（2016年4月6日、SRCL-9035/41） - EAN 4988009125930。
- キミガイナイ（2016年4月6日、 SRCL-9041） - EAN 4988009125954。
- 世界には愛しかない（2016年8月10日、SRCL-9147/53） - EAN 4988009130804。
- 語るなら未来を…（2016年8月10日、SRCL-9147/52） - EAN 4988009130804。
- 二人セゾン（2016年11月30日、SRCL-9267/73） - EAN 4547366279382。
- 大人は信じてくれない（2016年11月30日、SRCL-9267/73） - EAN 4547366279382。
- 制服と太陽（2016年11月30日、SRCL-9267/73） - EAN 4547366279375。
- 不協和音（2017年4月5日、SRCL-9394/402） - EAN 4547366301250。
- W-KEYAKIZAKAの詩（2017年4月5日、SRCL-9394/402） - EAN 4547366301250。
- 微笑みが悲しい（2017年4月5日、SRCL-9394/5） - EAN 4547366301250。
- エキセントリック（2017年4月5日、SRCL-9402） - EAN 4547366301298。
- 風に吹かれても（2017年10月25日、SRCL-9581/9） - EAN 4547366331660。
- 結局、じゃあねしか言えない（2017年10月25日、SRCL-9581/2） - EAN 4547366331639。
- 避雷針（2017年10月25日、SRCL-9585/6） - EAN 4547366331653。
- ガラスを割れ!（2018年3月7日、SRCL-9736/44）- EAN 4547366350265。
- もう森へ帰ろうか?（2018年3月7日、SRCL-9736/44） - EAN 4547366350265。
- アンビバレント（2018年8月15日、SRCL-9922/30） - EAN 4547366371079。
- Student Dance（2018年8月15日、SRCL-9922/30） - EAN 4547366371079。
- I'm out（2018年8月15日、SRCL-9922/3） - EAN 4547366371079。
- 黒い羊（2019年2月27日、SRCL-9983/91） - EAN 4547366383348。
- Nobody（2019年2月27日、SRCL-9983/4） - EAN 4547366383317。

### アルバム
欅坂46
- 真っ白なものは汚したくなる（2017年7月19日、SRCL-9482/8） - EAN 4547366318463。

### 映像作品
- 織田奈那（2016年4月6日） - EAN 4988009125916。
- 織田奈那（2016年8月10日） - EAN 4988009130804。
- 織田奈那（2016年11月30日） - EAN 4547366279382。
- KEYABINGO!（2017年1月27日） - EAN 4988021715010。
- 織田奈那（2017年4月5日） - EAN 4547366301250。
- 徳山大五郎を誰が殺したか?（2017年6月7日） - EAN 4517331036388。
- グループ発展祈願の旅 〜千葉編〜（2017年10月25日） - EAN 4547366331646。
- 残酷な観客達（2017年11月29日） - EAN 4988021715553。
- KEYABINGO!2（2017年12月22日） - EAN 4988021715522。
- 織田奈那 自撮りTV（2018年3月7日） - EAN 4547366350272。
- KEYABINGO!3（2018年6月29日） - EAN 4988021715874。
- 織田奈那×河田陽菜 自撮りTV（2018年8月15日） -  EAN 4547366371109。
- 欅共和国2017（2018年9月26日） - EAN 4547366376791。
- 欅坂46 特典映像「KEYAKI HOUSE」（2019年2月27日） - EAN 4547366383317。
- 欅共和国2018（2019年8月14日） - EAN 4547366417258。
- 欅共和国2019（2020年8月12日） - EAN 4547366462937。
- 欅坂46 ANNIVERSARY LIVE Director's Cut Collection（2020年10月7日） - EAN 4547366450224。
- 欅坂46 ARENA TOUR Director's Cut Collection（2020年10月7日） - EAN 4547366450231。

## 出演

### 舞台
- ザンビ〜Theater's end〜（2019年2月7日 - 17日、天王洲 銀河劇場） - 槻子 役（TEAM "YELLOW"）[44]。
- ばいびー、23区の恋人（2021年12月28日 - 30日、下北沢駅前劇場） - 主演・町子 役[45][46]。
- NakedHigh 「地獄の控室～銀～」（2022年9月16日 - 19日・23日 - 25日、銀座・DisGOONieS） - 主演[47]。
- img「片思いの天使たち」（2023年11月1日 - 5日、ザ・ポケット） - 主演[48]。
- BARREL Produce「ovation! ovation!!」（2024年7月5日 - 7日、CBGKシブゲキ!!）[49]。
- けものフレンズ JAPARI STAGE!〜きみのあしおとがまたきこえた〜（2024年11月8日 - 17日、品川プリンスホテル クラブeX）[50]
- ミュージカル「ロミオの青い空」〜誓い〜（2025年5月2日 - 11日、天王洲 銀河劇場） - アンジェレッタ 役[51]

### ゲーム
- ザンビ THE GAME（2019年5月15日 - 、gumi） - 槻子 役[52]。

### テレビドラマ
- アカイリンゴ（2023年1月23日 - 3月27日、朝日放送テレビ） - 鈴本奈々 役[53]。
- 今夜、わたしはカラダで恋をする。（2023年2月4日 - 、Abema／2023年2月25日・26日、朝日放送テレビ） - 佐々木恵麻 役[54]

### 映画
- 未来のあたし（2019年2月21日[注 2]、シャイカー）  - 主演・真理 役[注 3][55]。
- 遊星王子2021（2021年8月27日、パル企画） - ヒロイン・大村君子 役[57]。
- CAMP7（2023年）[58]

### CM
- JAみっかび『三ケ日みかん』（2017年12月20日 - ・2018年12月20日 - 、ニッポン放送）[59]

### バラエティ番組
- あざとくて何が悪いの？「AAA・宇野実彩子はどんな男性に落ちるのか!?」（2021年6月12日、テレビ朝日） - 宇野実彩子 役[60]。
- 恋愛ドラマな恋がしたい〜Kissing_the_tears_away〜（2021年10月31日 - 、ABEMA） - ナナ（VTRキャスト）[61]。

### 配信ドラマ
- 今夜、わたしはカラダで恋をする。Season2 第2話「彼氏じゃない人とする夜」（2023年2月4日〈予定〉、ABEMA） - 主演・佐々木恵麻 役[62]

### モデル
- オンワード樫山 TOCCAオンラインストア（2021年1月）[63]
- 札幌コレクション2021（2021年11月9日）[64]

## 書籍
- 無頼派の純情（2021年11月4日、KADOKAWA）[65]